# ۷۱۸ (میلادی)

## رویدادها
- شیلپریک دوم به پادشاهی همه فرانک‌ها رسید.

## زادروزها
- کنستانتین پنجم، امپراتور بیزانس